# Охотники за привидениями (фильм, 1984)
«Охотники за привидениями» (англ. Ghostbusters) — американская фантастическая комедия 1984 года режиссёра Айвана Райтмана по сценарию Дэна Эйкройда и Гарольда Рамиса, которые также сыграли одни из главных ролей. Другие роли исполнили Билл Мюррей, Сигурни Уивер, Эрни Хадсон и Рик Моранис. Сюжет повествует о троице эксцентричных парапсихологов-любителей, организовавших фирму по ловле привидений в Нью-Йорке.
Экройд, который с детства увлекался паранормальными явлениями, задумал фильм ещё в начале 80-х годов, хотя его первоначальная концепция претерпела кардинальные изменения. Это был первый комедийный фильм, в котором использовались дорогие спецэффекты, и руководство Columbia Pictures, учитывая бюджет, мало верило в его кассовый потенциал. Съёмки проходили с октября 1983 года по январь 1984 года в Нью-Йорке и Лос-Анджелесе.
Фильм был выпущен в прокат 8 июня 1984 года в США, получил преимущественно положительные отзывы критиков, ряд наград и стал культурным феноменом. Отмечалось удачное жанровое сочетание комедии, боевика и фильма ужасов, а также актёрская игра Билла Мюррея. За прокатный период фильм собрал 282,2 миллиона долларов, что сделало его вторым самым кассовым фильмом 1984 года в США и Канаде и самой кассовой комедией на тот момент. Фильм был лидером проката семь недель подряд и стал одним из четырёх фильмов 1984 года, собравших более 100 миллионов долларов. Дополнительные показы в кинотеатрах увеличили общую прибыль примерно до 295 миллиона долларов.
В 2015 году Библиотека Конгресса США выбрала фильм для хранения в Национальном реестре фильмов, как имеющий особое культурное значение. Главная музыкальная тема фильма Ghostbusters композитора Рэя Паркера мл. также стала музыкальным хитом.

## Сюжет
Трое молодых учёных из Колумбийского университета Нью-Йорка — Игон Спенглер, Рэй Стэнц и Питер Венкман — занимаются исследованием паранормальных явлений, но особенно их интересуют привидения; они проводят многочисленные исследования в области потустороннего мира. После того, как их выгоняют из университета, сочтя эти исследования «глупыми и оскорбительными», они начинают собственное дело, руководствуясь накопленными знаниями. Они арендуют трёхэтажное здание, ранее принадлежавшее пожарной службе, покупают старую машину скорой помощи Cadillac Miller-Meteor 1959 года и запускают рекламу по ТВ. Сначала окружающим это кажется глупостью, и первого заказа самоназванным «Охотникам за привидениями» приходится ждать довольно долго.
Вскоре молодая женщина Дана Баррет приходит к ним и рассказывает о необычном явлении, произошедшем в её квартире: как-то раз, заглянув в свой холодильник, она увидела странную картину: портал в иной, охваченный зелёным пламенем мир, и ужасное существо, сказавшее лишь одно слово — «Зуул». Однако Питер во время первоначального осмотра квартиры не обнаруживает ничего странного.
Неожиданно Нью-Йорк и несколько соседних городов захлёстывает паранормальная активность — привидения начинают появляться повсюду. Охотников вызывают в отель, где они успешно отлавливают одного из призраков с помощью специально сконструированных приспособлений. После этого случая дела охотников идут в гору, днём и ночью они выезжают по заявкам, расширяют своё дело, а логотип их фирмы не сходит с телеэкранов и страниц газет, и чтобы справиться с растущим спросом, они нанимают четвёртого члена — Уинстона Зеддмора.
Тем не менее, контору охотников посещает представитель инспекции города по охране окружающей среды Уолтер Пек и требует прекратить её функционирование, так как в своей работе охотники используют устройство, работающее на ядерном топливе. Называя охотников «шарлатанами», Пек вынуждает отключить офис от городской электрической сети, после чего все пойманные привидения вырываются из спецхранилища наружу.
Между тем Питер пытается начать ухаживать за Даной, однако женщину захватывает демоническая сущность, и она начинает называть себя «Привратником» (Gatekeeper). Её сосед Луис Тулли, скромный бухгалтер, также после воздействия потусторонних сил становится «Ключником» (Key Master).
В городе начинается паника, а район здания, где проживает Дана, оказывается эпицентром хаоса. Небоскрёб был спроектирован архитектором так, что стал порталом в потусторонний мир. Заручившись поддержкой мэра, охотники за привидениями отправляются к зданию спасать город от нашествия призраков.
Привратник и Ключник находят друг друга посреди охвативших город беспорядков и встречают древнего шумерского бога — Гозера-разрушителя. Четверо охотников появляются на крыше небоскрёба в тот момент, когда через портал из иного мира приходит Гозер в образе женщины. Охотники пытаются дать ему отпор, но их попытки тщетны. Гозер говорит им, что мысли охотников могут материализоваться в существо, которое исполнит волю Гозера и разрушит город. Охотники пытаются ни о чём не думать, но Рэй случайно представляет себе зефирного человечка. Безвредное существо из детских фантазий появляется на улицах Нью-Йорка в виде гигантского монстра, уничтожающего всё на своём пути. Направив на него плазменные излучатели своего оружия, охотники побеждают его, а затем и самого Гозера. Мир и порядок возвращается на улицы Нью-Йорка. Питер соединяется со спасённой Даной, а горожане чествуют победителей.
| - Охотники за привидениями: - Билл Мюррей — Питер Венкман - Дэн Эйкройд — Рэймонд «Рэй» Стэнц - Гарольд Рамис — Игон Спенглер - Эрни Хадсон — Уинстон Зеддмор - Сигурни Уивер — Дана Баррет - Рик Моранис — Луис Тулли - Энни Поттс — Джанин Мелниц - Уильям Атертон — Уолтер Пэк - Дэвид Маргулис — мэр Нью-Йорка - Славица Йован — Гозер (озвучивание — Падди Эдвардс) - Элис Драммонд — библиотекарь - Дженнифер Раньон — Дженнифер, подопытная студентка - Камео: - Роджер Гримсби, Ларри Кинг, Джо Франклин, Кэйси Касэм | - Режиссёр: Айван Райтман - Продюсер: Берни Бриллштейн, Майкл С. Гросс, Джо Медьяк, Айван Райтман - Сценарист: Дэн Эйкройд, Гарольд Рамис - Оператор: Ласло Ковач - Композитор: Бобби Алесси, Элмер Бернстайн, Дэвид Фостер - Редактор: Дэвид Блюит - Художник Джон Декур - Специальные эффекты: Ричард Эдланд, Чак Гаспар |

## Разработка и развитие идеи
Первоначальную версию разработал Дэн Эйкройд — звезда популярного телевизионного шоу «Saturday Night Live», который в этот период увлёкся различными паранормальными явлениями.
Первый вариант сценария строился вокруг путешественников во времени, отправлявшихся в будущее и прошлое, чтобы остановить гигантских привидений и монстров. Сценарий называли «Ghost Mashers» («Давители привидений»), но его посчитали провальным. Эйкройд написал сценарий под себя и своего друга Джона Белуши, с которым сдружился на шоу «Saturday Night Live» и с которым участвовал в коллективе «The Blues Brothers» («Братья Блюз»). Первый вариант предусматривал много дорогих спецэффектов, включая полёты на истребителе, что совсем не укладывалось в бюджет. Продюсер Айван Райтман помог Эйкройду доработать сценарий, оставив только основную идею. Когда съемки уже начались, представители студии Columbia обнаружили, что в 1975 году на экраны выходил детский сериал Ghost Busters с отдаленно сходным сюжетом. Вопрос лицензирования названия удалось решить до выхода в прокат фильма 1984 года.
Эйкройд и Рамис первоначально написали сценарий с ролями, написанными специально для Белуши, Эдди Мерфи и Джона Кэнди. Однако Белуши умер во время написания сценария, и ни Мерфи, ни Кэнди не захотели участвовать в проекте, после чего Эйкройд и Рамис внесли изменения в сценарий с уклоном в научную фантастику. В проект также позвали Билла Мюррея, который получил роль Питера Венкмана, он хорошо вжился в роль и часто импровизировал. Образ Луиса Тулли был изначально задуман как консервативного человека в деловом костюме, которого играет комик Джон Кэнди, но он не справлялся с ролью, и было принято решение заменить его на Рика Мораниса, который ещё изображал ключника (собаку), помощника бога Гозера. Сам образ Гозера сильно изменили — в первоначальном варианте это был Иво Шандор (Лидер Культа Гозера, который спроектировал дом, в котором живут Дана и Луис) и играть его должен был Пол Рубенс. В конце концов, этот персонаж заменили на самого Гозера, которого сыграла югославская модель Славица Йован.
Гарольд Рамис не хотел играть в кино, а хотел только помочь Эйкройду со сценарием. На роль Игона Спенглера пробовались Чеви Чейз, Майкл Китон, Кристофер Уокен, Джон Литгоу, Кристофер Ллойд и Джефф Голдблюм. Но роль настолько подходила Рамису, что он решил сыграть её, хотя до этого по большей части занимался сценариями и режиссурой. Персонаж Уинстона Зеддмора писали под Эдди Мерфи, но тот отказался от роли, так как снимался в фильме «Полицейский из Беверли Хиллз». Поэтому в начале фильма, в первой стычке с призраком Лизуном в гостинице играет трио. Позднее из-за большого числа призраков в команду влился Уинстон Зеддмор в исполнении актёра Эрни Хадсона.
Декорации картины использовали уже существующий комплект декораций картины «Богатые и знаменитые». Храм Гозера был построен отдельно и представлял собой один из наиболее сложных комплексов для съёмок для своего времени.

## Критика
Фильм представляет собой интересное сочетание высокобюджетной картины, построенной на спецэффектах, и комедии гэгов и диалогов. Визуальные эффекты в исполнении Ричарда Эдланда, потребовавшие тщательной подготовки, не помешали комедийному началу, выглядящему в картине как импровизация.
Картина содержит удачно вплетённые в сюжет отсылки к известным фильмам ужасов и триллерам. Так, запоминающаяся сцена с парящей над кроватью Даной Баррет — почти точная цитата из «Изгоняющего дьявола» с Линдой Блэр в аналогичной ситуации. Концовка картины с зефирным великаном несёт необычный поворот сюжета для рационально мыслящего зрителя. По мнению Ричарда Шикеля, фильм можно сравнить с прекрасно упакованным подарком с сюрпризом внутри.
«Охотники за привидениями» были тепло приняты зрителями и критиками. Роджер Эберт отметил, что это одна из тех редких лент, где тонкая субстанция юмора успешно выжила в многомиллионной постановке. 
Джеймс Уолкотт сравнил картину с классическими дорожными комедиями из серии «Дорога на…» с подобным лёгким сюжетом и вниманием к техническим деталям. Впрочем, по мнению Дэйва Кера, вторая половина картины значительно уступает первой, и комедийное начало в импровизационном ключе, характерном для Рейтмана, теряет свою остроту.
Журнал Variety в своей прохладной рецензии назвал картину смешной в некоторых местах комедией.
В актёрской игре привлекает внимание исполнительское мастерство Билла Мюррея. Демонстрируя сочетание циничного юмора и смекалки, пародируя образ учёного и современного горожанина, он создаёт запоминающийся экранный образ. Мюррею, по выражению Ричарда Шикеля, выпала удача создать «патентованный» комический образ, с которого можно брать пример. Он явно переигрывает своих партнёров. Антиподом доктора Венкмана выступает «рассеянный учёный» Игон Спенглер в исполнении Гарольда Рамиса. Не нашлось удачного воплощения в треугольнике главных героев для Дэна Эйкройда — его персонаж плохо проработан и выпадает из ансамбля. Variety отметил, что создатели картины вообще нерадиво отнеслись к замечательному комическому ансамблю — в большинстве совместных сцен актёры работают в эпизоде в одиночку, а партнёры только отрабатывают номер. Сигурни Уивер справилась с задачей и заслужила высокую оценку Джанет Маслин, назвавшей её многообещающей комедийной актрисой.

## Премии и награды
Фильм «Охотники за привидениями» завоевал 4 награды и ещё 6 номинаций на различных кинофестивалях.
В 1985 году фильм был номинирован на две премии «Оскар» — лучшие визуальные эффекты и лучшая песня («Ghostbusters», исполняет Рэй Паркер-младший).
Картина завоевала премию BAFTA за лучшую песню (композиция «Ghostbusters»).
Заглавная тема была отмечена премией «Грэмми» в номинации «Лучшее инструментальное поп-исполнение».

## Продолжения
Продолжение — «Охотники за привидениями 2» — вышло в 1989 году.
В 1986—1991 гг. на канале ABC транслировался мультсериал «Настоящие охотники за привидениями», рассказывающий о приключениях четырёх охотников за привидениями: Игона Спенглера, Рэймонда Стэнца, Питера Венкмана, Уинстона Зеддмора. Он являлся продолжением первого фильма, игнорируя события второго. Всего было выпущено семь сезонов. 

По мотивам мультфильма были выпущены три серии комиксов.
В 1997 году вышел ещё один мультсериал-продолжение, «Экстремальные охотники за привидениями», рассказывающий нам историю новой команды борцов с призраками, которую собрал Игон Спенглер. Мультсериал отличался от предыдущего современной рисовкой, а также более мрачной и гнетущей атмосферой в стиле Стивена Кинга и Говарда Лавкрафта.
В 2016 году кинокомпания Sony Pictures создала одноимённый ремейк фильма, но с женским квартетом в главных ролях. Режиссёром картины стал Пол Фиг, Айван Райтман выступил в качестве одного из продюсеров.
В 2021 году вышел фильм «Охотники за привидениями: Наследники», никак не связанный с фильмом 2016 года и являющийся прямым продолжением фильма 1989 года. Действия перенесены в наше время. Джейсон Райтман, сын режиссёра оригинальной дилогии Айвана Райтмана, проведший всё детство на съёмочной площадке и видевший, как отец создаёт легенду, занял кресло режиссёра и написал сценарий, в чём ему помог режиссёр «Дома монстра» Гил Кинан. К исполнению своих ролей вернулись Дэн Эйкройд, Эрни Хадсон, Билл Мюррей и Сигурни Уивер (камео).

## Влияние на искусство

### Книги
Существуют две новеллизации фильма. Первая вышла примерно в то же время, что и фильм, была написана Ларри Милном и была объёмом 191 страница. Рассказ написан в настоящем времени, роман содержит закулисные сцены и более полное описание концовки фильма. Вторая новеллизация, написанная Ричардом Мюллером, была выпущена в 1985 году. Была уже объёмом в 256 страниц, и имела подзаголовок «The Supernatural Spectacular». В ней также были сильные отличия от сюжета фильма, и содержались новые сцены и сюжетные линии.
На iBooks в 2004 году был опубликован роман «Охотники за привидениями: Возвращение» Шолли Фитч.

### Компьютерные игры
- ZX Spectrum: Ghostbusters;
- Commodore 64: Ghostbusters;
- NES: Ghostbusters, Ghostbusters II, New Ghostbusters;
- Sega Genesis (Mega Drive): Ghostbusters; примечательно отсутствие Уинстона Зеддмора.
- GameBoy: Extreme Ghostbusters;
- PlayStation 3, PlayStation 2, PlayStation Portable, Nintendo DS Lite, Wii, PC, Xbox 360: Ghostbusters: The Video Game.